# Kurt Asle Arvesen
Kurt Asle Arvesen (né le 9 février 1975 à Molde) est un coureur cycliste norvégien professionnel de 1998 à 2011 puis directeur sportif. Il est directeur sportif de l'équipe Sky de 2012 à 2016, puis de Uno-X Hydrogen Development.

## Biographie

### Champion du monde espoirs (1997-1998)
Kurt Asle Arvesen se révèle au cours de la saison 1997. Déjà Champion de Norvège sur route, du criterium et du contre-la-montre par équipes, il remporte le Championnat du monde sur route espoirs 1997 au sprint à Saint-Sébastien devant Óscar Freire, et termine 2e de Paris-Tours espoirs.

### Riso Scotti (1999-2000)
Après avoir remporté le titre de Champion de Norvège pour la deuxième année consécutive et terminé 2e du GP Herning derrière Bjarne Riis, Arvesen est stagiaire dans l'équipe Asics à compter de septembre 1998. Il passe finalement professionnel en 1999 chez Riso Scotti, où il reste deux ans et prend notamment la 6e place du Tour de Suède 2000, après quoi il rejoint l'équipe Fakta. 

### Fakta (2001-2003)
Dès sa première saison chez Fakta, Arvesen termine 3e du Grand Prix de l'Escaut au sprint, puis 4e du Tour de Suède, avant de remporter deux nouvelles victoires : le Championnat de Norvège du contre-la-montre et une étape du Herald Sun Tour. La saison 2002 voit Arvesen remporter régulièrement victoires et places d'honneur. Dès le mois de février, il termine 4e du Grand Prix de la côte des Étrusques, puis 2e du Tour de Rhodes derrière Fabian Cancellara. Au mois d'avril, il termine également 2e du Tour de Düren derrière Lubor Tesař, puis, en mai, 3e du Grand Prix de Villers-Cotterêts. Arvesen doit cependant attendre le mois de juin pour remporter consécutivement ses trois premières victoires de la saison : le Schynberg Rundfahrt le 9, le Tour de Suède le 16, et enfin le Championnat de Norvège, pour la 3e fois, le 29. En août, enfin, il remporte à Velje la 3e étape du Tour du Danemark devant Jakob Piil, et termine deuxième du classement final derrière ce dernier. Arvesen clôt sa saison par une 4e place à la LuK-Cup et une première participation aux championnats du monde, où il prend la 55e place. 
En 2003, pour sa dernière année chez Fakta, Arvesen continue sur sa lancée de l'année précédente. Il termine ainsi dès février 4e du Grand Prix de Lugano, puis 12e de Paris-Nice. Il obtient ensuite plusieurs accessits sur des courses d'un jour, terminant 4e de Cholet-Pays de Loire, 7e de la Flèche Brabançonne, ou encore 5e de Veenendaal-Veenendaal. Ces résultats lui permettent de participer pour la première fois au Tour d'Italie, dont il remporte la 10e étape à Faenza. Il abandonne au cours de la 18e étape. Après avoir manqué d'une seconde un nouveau titre de Champion de Norvège du contre-la-montre face à Steffen Kjærgaard, il termine 5e du Grand Prix de Plouay, et participe à nouveau aux Championnats du monde à Hamilton.

### CSC (2004-2009)
En 2004, Arvesen rejoint l'équipe CSC. Il obtient dès le début de saison la troisième place des Trois Jours de Flandre-Occidentale, puis remporte sa première victoire de la saison en mai, sur la CSC Classic. Il échoue à deux reprises face à Thor Hushovd pour les titres de Champion de Norvège sur route et contre-la-montre, mais participe au Tour de France, où il épaule son leader Ivan Basso, qui termine troisième. Immédiatement après le Tour de France, il prend part au Tour du Danemark, qu'il remporte face à son coéquipier Jens Voigt, puis participe pour la Norvège aux Jeux olympiques d'Athènes, où il prend la 9e place de l'épreuve en ligne. 
En 2005, Arvesen retarde son entrée dans la compétition, et débute à Paris-Nice, où il termine deuxième de la 2e étape. Il se montre ainsi rapidement à son avantage, prenant la 10e place du Critérium international, puis la 14e de l'Amstel Gold Race. À nouveau battu par Hushovd aux championnats de Norvège contre-la-montre, il participe en juillet à son deuxième Tour de France. Échappé dans la 17e étape, il est battu à Revel par Paolo Savoldelli et prend la deuxième place. Son leader, Ivan Basso, termine deuxième du classement général derrière Lance Armstrong. En fin de saison, Arvesen prend une nouvelle 2e place sur le Tour du Danemark, derrière Ivan Basso, puis termine 9e du Grand Prix de Plouay et 4e du Grand Prix de Wallonie. Le Norvégien termine ainsi la saison avec 6 deuxièmes places, mais aucune victoire, pour la première fois depuis 2000.
En 2006, Kurt Asle réalise une bonne première partie de saison en terminant plusieurs fois dans le Top 10 de plusieurs courses de l'UCI Protour durant le printemps (notamment une dixième place sur Gand-Wevelgem). Il chute cependant à l'entrainement au mois d'avril et reprend une semaine et demie après malgré une blessure au genou. Il s'impose ensuite sur la course par étape néerlandaise Ster Elektrotoer, mais cela ne suffit pas pour disputer le Tour de France. En fin de saison, il termine deuxième de Paris-Tours derrière le Français Frédéric Guesdon. 
En 2007 il remporte quatre nouvelles victoires au cours de la  saison dont la huitième étape du Tour d'Italie en devançant le champion du monde en titre italien Paolo Bettini. Il remporte également le Grand Prix Herning et un deuxième Tour du Danemark en y gagnant la troisième étape en août. 
En 2008 il commence bien sa saison en terminant 10e de Milan-San Remo remporté par son coéquipier Fabian Cancellara et en gagnant la classique belge le Grand Prix E3. Il devient en juin pour la quatrième fois champion de Norvège sur route. Il gagne également la 11e étape du Tour de France, sa première étape dans la course et sa troisième sur un Grand Tour.
En 2009 il se succède à lui-même au championnat de Norvège après avoir terminé 2e du contre-la-montre derrière Edvald Boasson Hagen mais chute durant la 10e étape du Tour de France. Le 10 septembre il signe un contrat avec la nouvelle équipe anglaise Sky rejoignant ses compatriotes Edvald Boasson Hagen et Lars Petter Nordhaug. Il termine sa saison avec une 12e place lors des championnats du monde à Mendrisio en Suisse.

### Sky (2010-2011)
Dès sa première course avec sa nouvelle équipe, le Tour du Qatar, Arvesen chute dans la zone neutralisée au départ de la 2e étape et se brise la clavicule. Le 8 octobre 2011, il annonce qu'il met un terme à sa carrière après Paris-Tours. Il demeure toutefois dans l'équipe Sky pour devenir directeur sportif en 2012.

### Directeur sportif
Kurt Asle Arvesen est directeur sportif au sein de l'équipe britannique Sky de 2012 à 2016. Il la quitte en fin d'année 2016. De retour en Norvège, il prend la tête de la nouvelle équipe continentale Uno-X Hydrogen et devient consultant pour la chaîne Discovery Channel.

## Palmarès
| - '1996 - Roserittet DNV GP - 1997 - Champion du monde sur route espoirs - Champion de Norvège sur route - Champion de Norvège du critérium - Champion de Norvège du contre-la-montre par équipes - Coppa Papà Espedito - 2e de Paris-Tours espoirs - 1998 - Champion de Norvège sur route - Champion de Norvège du contre-la-montre par équipes - Circuito di Sant'Urbano - Coppa Comune di Piubega - 8e étape du Baby Giro - 2e du Gran Premio Fieta della Posenta - 2e du Grand Prix Midtbank - 2e du championnat de Norvège du critérium - 2001 - Champion de Norvège du contre-la-montre - 9e étape du Herald Sun Tour - 3e du Grand Prix de l'Escaut - 3e du championnat de Norvège du critérium - 2002 - Champion de Norvège sur route - Tour du Schynberg - Classement général du Tour de Suède - 3e étape du Tour du Danemark - 2e du Tour de Rhodes - 2e du Tour de Düren - 2e du Tour du Danemark - 3e du Grand Prix de Villers-Cotterêts - 2003 - 10e étape du Tour d'Italie - 2e du championnat de Norvège du contre-la-montre - 2004 - Aarhus Classic - Classement général du Tour du Danemark - 2e du championnat de Norvège du contre-la-montre - 2e du championnat de Norvège sur route - 3e des Trois Jours de Flandre-Occidentale - 9e de la course en ligne des Jeux olympiques | - 2005 - 2e du championnat de Norvège du contre-la-montre - 2e du Tour du Danemark - 3e du Eindhoven Team Time Trial (avec l'équipe CSC) - 9e du Grand Prix de Plouay - 2006 - Champion de Norvège du contre-la-montre - Classement général du Ster Elektrotoer - 1re étape du Tour d'Espagne (contre-la-montre par équipes) - 2e de Paris-Tours - 3e du Tour de la Région wallonne - 10e de Gand-Wevelgem - 2007 - Champion de Norvège du contre-la-montre par équipes - Grand Prix Herning - 7e étape du Tour d'Italie - Tour du Danemark : - Classement général - 3e étape - 2e du Grand Prix de Francfort - 3e de la Ster Elektrotoer - 3e du championnat de Norvège du contre-la-montre - 2008 - Champion de Norvège sur route - Grand Prix E3 - 11e étape du Tour de France - 1re étape du Tour de Pologne (contre-la-montre par équipes) - 7e du Tour des Flandres - 10e de Milan-San Remo - 2009 - Champion de Norvège sur route - 2e du championnat de Norvège du contre-la-montre - 2010 - 1re étape du Tour du Qatar (contre-la-montre par équipes) |  |

## Résultats sur les grands tours

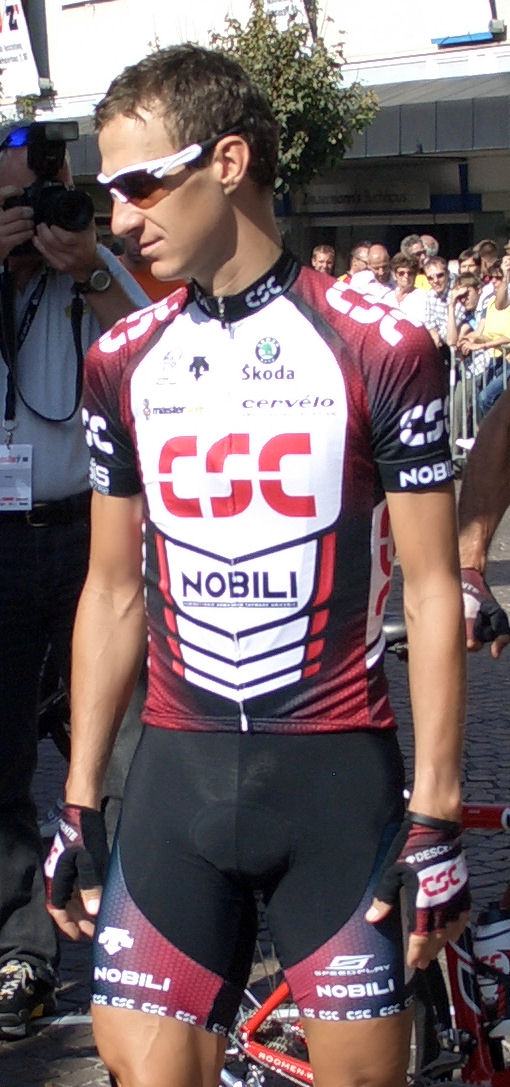
Kurt Asle Arvesen

### Tour de France
5 participations
- 2004 : 123e
- 2005 : 89e
- 2007 : 67e
- 2008 : 57e, vainqueur de la 11e étape
- 2009 : non-partant (11e étape)

### Tour d'Italie
2 participations
- 2003 : abandon (18e étape), vainqueur de la 10e étape
- 2007 : 62e, vainqueur de la 8e étape

### Tour d'Espagne
4 participations
- 1999 : abandon
- 2006 : 46e, vainqueur de la 1re étape (contre-la-montre par équipes)
- 2009 : 108e
- 2011 : abandon (6e étape)

## Classements mondiaux
| Année              | 2005 | 2006 | 2007 | 2008 |
| ------------------ | ---- | ---- | ---- | ---- |
| Classement ProTour | 141e | 77e  | 131e | 66e  |